# Saccoglossus madrasensis
Saccoglossus madrasensis är en djurart som tillhör fylumet svalgsträngsdjur, och som beskrevs av Rao 1957. Saccoglossus madrasensis ingår i släktet Saccoglossus och familjen Harrimaniidae.
Artens utbredningsområde är Indiska oceanen. Inga underarter finns listade i Catalogue of Life.